# Barwieniec poziomkowy
Barwieniec poziomkowy (Hyphessobrycon axelrodi) – gatunek słodkowodnej ryby kąsaczokształtnej z rodziny kąsaczowatych (Characidae).

## Występowanie
Trynidad.
Żyje w czystych lub trochę mętnych wodach stojących na nizinach oraz obrzeżach bagien, częsty w wodach słonawych.

## Cechy morfologiczne
Osiąga 2,2 cm długości.

## Hodowla
Często hodowany w akwariach. Wymaga wody o temperaturze 22–23 °C i pH 5,5–6,0.